# Sostituzione nucleofila aromatica
Una sostituzione nucleofila aromatica è una reazione di sostituzione nucleofila usata in chimica organica nella quale si ha come substrato un alogenuro arilico. Il nucleofilo sposta un buon gruppo uscente quale è un alogeno.
Al contrario della sostituzione nucleofila alifatica, i meccanismi di reazione della sostituzione nucleofila aromatica sono: meccanismo SN2Ar, meccanismo SNEA (o “via benzino”), meccanismo SRN1 (meccanismo radicalico, “via SET”), e meccanismo SN1 su sali di diazionio. La piridina è un buon substrato per questo tipo di reazioni.

## Perché il meccanismo SN1Ar non avviene
Il meccanismo SN1Ar non è possibile poiché il catione fenile che si formerebbe non è stabilizzato:
Esso si trova infatti in un orbitale ibrido sp2, a 90 gradi rispetto agli orbitali p coinvolti nella delocalizzazione aromatica, con cui perciò non può interagire per stabilizzarsi. È quindi impossibile rompere il legame fra il gruppo uscente e l'atomo di carbonio.

## Meccanismo SN2Ar
Il meccanismo SN2Ar segue il seguente meccanismo in due stadi detto di addizione-eliminazione.

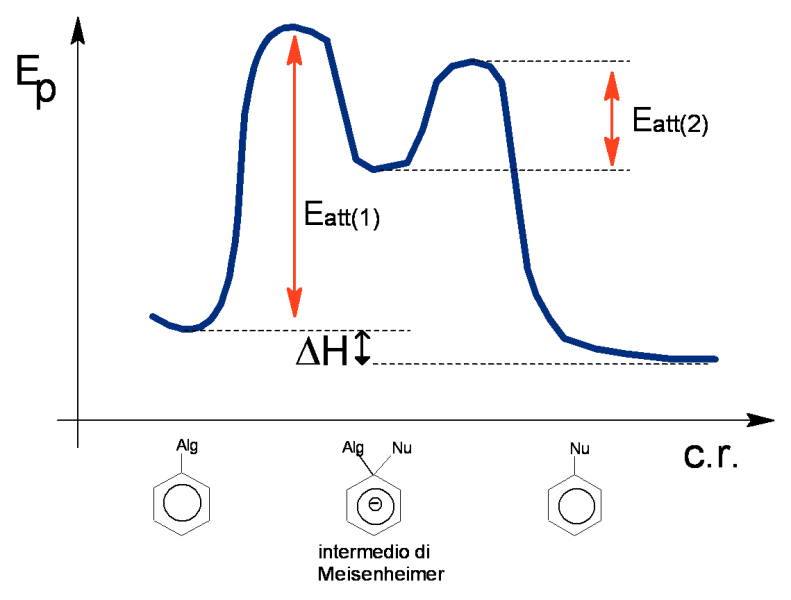
Profilo Energetico della reazione: la lentezza del primo stadio è giustificata dalla elevata energia di attivazione (Eatt_{1}), la velocità del secondo stadio è giustificata dalla minore energia di attivazione(Eatt_{2}). Il ΔH di reazione è solitamente piccolo e può essere positivo o negativo

- 1º stadio, stadio lento, in cui l'anello aromatico perde l'aromaticità:

- 2º stadio, è uno stadio veloce poiché c'è il ripristino dell'aromaticità:

Per quanto riguarda l'effetto dei sostituenti:
- Sostituenti accettori di elettroni (elettron-attrattori) in posizione orto o para facilitano la reazione perché disperdono la carica negativa dell'intermedio di Meisenheimer (effetto -I, -R).
- Sostituenti elettron-donatori destabilizzano l'intermedio di Meisenheimer inibendo la reazione (effetto +I, +R) che in questi casi avviene solo in condizioni drastiche.

## Meccanismo di eliminazione-addizione
Il meccanismo di eliminazione-addizione comprende la generazione in situ del benzino e la successiva addizione del nucleofilo. Il benzino può essere preparato ad esempio dall'acido o-amminobenzoico con perdita di anidride carbonica ed azoto molecolare.
Il benzino a temperatura ambiente è instabile e tende a dimerizzare a bifenilene se in soluzione non è presente un nucleofilo che, in assenza di un effetto sostituente, può addizionarsi ad uno qualsiasi dei due carboni del triplo legame(teoricamente non si tratta di un triplo legame vero e proprio, ma di una sorta di legame esociclico dovuto alla non perfetta sovrapposizione dei due orbitali;evidenze spettroscopiche mostrano un legame dalle caratteristiche intermedie tra un doppio e un triplo legame: la frequenza di stiramento del legame nella spettroscopia infrarossa e lo spostamento chimico nello spettro 13C-NMR difatti sono anomali).
In presenza di gruppi elettron-attrattori, il nucleofilo tende ad addizionarsi al carbonio del triplo legame più distante. Effetto inverso hanno i gruppi elettron-donatori.